# Kakas Gyula

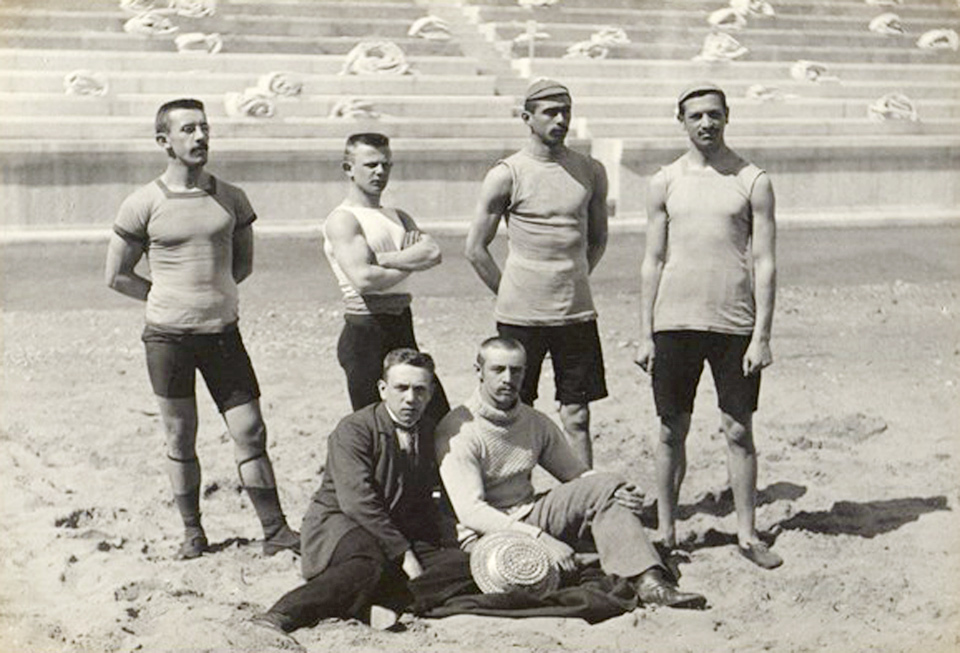
Az 1896-os magyar olimpiai résztvevők csoportképén Kakas Gyula balról a második helyen áll

Kakas Gyula (1878 – Budapest, 1928. február 25.) magyar tornász, olimpikon, labdarúgó.

## Sportpályafutása
Az 1896. évi nyári olimpiai játékokon indult tornában. 4 számban versenyzett: korlátgyakorlatban, nyújtógyakorlatban, ugrásgyakorlatban és lólengésgyakorlatban. Mindegyikben helyezés nélkül zárt. Az 1900. évi nyári olimpiai játékokon is elindult tornában, ám ezen az olimpián csak egy szám volt, az egyéni összetett, ami magában foglalt minden szert. Ekkor a 88. helyen végzett. Az 1904. évi nyári olimpiai játékokra nem utazott el az Amerikai Egyesült Államokba. Utoljára az 1906. évi nyári olimpiai játékokon indult tornában. Kakas Gyula az összetett számokban indult.
1902-ben egy mérkőzésen szerepelt a BTC csapatában és ezzel tagja volt a bajnokságot nyert együttesnek.